# 周星詒
周星詒（1833年—1904年），字季貺，浙江山陰人。
周星譽之弟。道光十三年（1833年）生，“喜收藏金石、书籍、字画，手自校阅，精审绝伦”。與李慈銘、王星諴、周星譽、周星譼等人合稱五星。同治三年（1864年）出任福建邵武同知期间，購得陈树杓之带经堂大批藏書。官至福建建寧府知府，光緒二年（1876年），因事革職。罢官後幽居姑苏，与傅以豫、魏锡曾等友善。他是著名的藏書家和版本目錄學家。光绪三十年（1904年）卒，得年七十二。著有《窳櫎詩質》、《瑞瓜堂诗钞》。有女兒周萱，生冒廣生。